# Pešta
Pešta (madžarsko Pest) je vzhodni, večinoma ravninski del današnje Budimpešte. Od Budima, drugega dela mesta, jo ločuje reka Donava. Staro srednjeveško središče Pešte je Belváros na levem bregu Donave.
Pešta je bila leta 1873 upravno združena z Budimom in Óbudo; pred tem je bilo samostojno mesto. V pogovorni madžarščini se Pest včasih uporablja tudi pars pro toto za označevanje Budimpešte kot celote.
Pešta obsega približno dve tretjini mestnega območja in je nižja in veliko bolj urbanizirana kot Budim. Številne najbolj opazne znamenitosti Budimpešte so v Pešti, vključno z notranjim mestom ({{lag-hu|Belváros]]), parlamentom (Országház), opero, veliko tržnico, Trgom herojev in avenijo Andrássy út.

## Etimologija
Po Ptolemaju se je naselbina v antiki imenovala Pession (Contra-Aquincum). Druga možnost je, da ime Pest izvira iz slovanske besede, ki pomeni 'peč' (пещ [ˈpɛʃt]; srbsko пећ/peć; hrvaško peć), povezano z besedo пещера (kar pomeni 'jama'), verjetno glede na lokalno jamo, kjer je gorel ogenj.

## Zgodovina
Pešta je bila prvotno ustanovljena kot keltska naselbina, nato utrjen tabor, ki so ga ustanovili Rimljani (Contra-Aquincum) čez reko od svojega vojaškega obmejnega tabora v Aquincumu. Ostanke prvotnega rimskega taborišča je še vedno mogoče videti na Március 15. tér.
V srednjem veku je bila Pešta neodvisno mesto, ločeno od Budima/Ofena, ki je med 11. in 13. stoletjem postalo pomembno gospodarsko središče. Prve omembe v pisnih virih segajo v leto 1148.
Pest je bila uničena leta 1241 med mongolsko invazijo na Madžarsko, vendar so jo prebivalci kmalu spet pozidali.
Demografsko je bila Pešta v 15. stoletju večinoma madžarska, Budim čez Donavo pa je imel večinsko nemško prebivalstvo.
V turškem obdobju je Pešta hitro izgubljala svoj pomen, njena vloga trgovskega središča pa je trpela zaradi turške okupacije.
Habsburžanom pod vodstvom Karla V., vojvoda Lorene je 2. septembra 1686 po več neuspešnih poskusih končno uspelo osvoboditi Budim in Pešto, vendar so morali plačati visoko ceno: grad in mesto sta bila med boji popolnoma uničena, žrtev je postal tudi velik del prebivalstva.
Tako Budim kot Pešta sta se hitro postavila na noge, čeprav sta listine dobila nazaj šele dvajset let pozneje. Leta 1773 je bil izvoljen prvi župan Pešte (dotlej je mestne zadeve vodil sodnik). V 18. stoletju je bilo v obeh mestih med 20 in 24.000 prebivalcev, sto let kasneje pa okoli 150.000. V tem času je Pešta postala trgovsko središče države zahvaljujoč bogatim lokalnim grškim, srbskim in judovskim trgovcem. Njegovo prebivalstvo je bilo mešano. Takrat so jo naseljevali predvsem Nemci, Madžari, Srbi, Judje in manjše število Grkov, Aromunov in Slovakov. Takrat je bilo prebivalcev Pešte dvakrat več kot Budima. Razmahnilo se je tudi kulturno življenje. 3. novembra 1825 je bila ustanovljena Madžarska akademija znanosti.
Leta 1838 je Pešto poplavila Donava; deli mesta so bili pod kar osem metrov vode, poplava pa je uničila ali resno poškodovala tri četrtine mestnih stavb.
Leta 1849 je bil čez Donavo zgrajen prvi viseči most, Széchenyjev verižni most, ki je povezal Pešto z Budimom. 30. julija 1866 je bila med Pest Széna (danes: Kálvin) tér in mestnimi vrati Újpest odprta prva domača (Újpest) konjska železnica. Po obnovi mesta in utrditvi jezov je pozimi leta 1876 sledila še ena ledena poplava, ki je v Pešti dosegla višek 9. marca. Led se je kopičil pri Ercsiju in Budafoku, narasla Donava je povzročila škodo predvsem v Budimu in Óbudi zaradi zanemarjenega nizkega pristana, medtem ko voda ni več vdrla na strani Pešte.
Leta 1873 pa se je Pešta skupaj z Budimom in Óbudo združila v Budimpešto.

### Srednjeveško mestno obzidje in ulice
Pešta je bila obdana z 10 metrov visokim obzidjem, razdeljenim s tremi vrati in osmimi stolpi različnih velikosti in oblik. Vrata so poimenovali glede na smer izhodnih cest (vrata Kecskemét, vrata Hatvani, vrata Bécsi). Iz turškega davčnega popisa iz leta 1547 pa zagotovo poznamo imena še 7 ulic/trgov (Nagy utca [danes: Váci utca med Szabad sajtó út in Fővám tér], Cirkulusz utca [danes: pribl. na mestu današnje Cukor utca], Szent Péter utca [danes: Kossuth Lajos utca], Szent Miklós utca [danes: Papnövelde utca], Szél utca [danes: Nádor utca], Zsidó utca [danes: Duna utca in Kígyó utca] in Búza piac [danes: Ulica Sándorja Petőfija in trg Servita].
- Zastava Pešte pred letom 1873[4]
- Zgodovinski grb Pešte, uporabljen med letoma 1703 in 1873
- Pogled na Budim in Pešto iz leta 1686

## Eponimi
Leta 1998 je bil asteroid (6817) Pest poimenovan po mestu.